# Damir Krznar
Damir Krznar (Zabok, 10 luglio 1972) è un allenatore di calcio ed ex calciatore croato, di ruolo difensore, tecnico dell'Újpest.

## Carriera

### Giocatore

#### Nazionale
Con la nazionale maggiore disputò una sola partita, il 22 aprile 1998 scese in campo contro la Polonia nell'amichevole tenutasi al Gradski Vrt.

### Allenatore
Il 15 marzo 2021 viene nominato nuovo allenatore della Dinamo Zagabria in sostituzione di Zoran Mamić, quest'ultimo condannato per frode fiscale. Il 19 marzo, alla prima partita dal nuovo incarico, ha guidato i Modri ad una delle più grandi imprese della storia recente del club, battendo nella partita di ritorno degli ottavi di finale di Europa League per 3 a 0 il Tottenham e ottenendo così la qualificazione ai quarti di finale.
Il 1º dicembre annuncia la sue dimissioni in seguito alla sconfitta interna contro il Rijeka (1-3) in occasione dei quarti di finale di Coppa di Croazia.
Il 16 agosto 2022 prende le redini del Maribor firmando un contratto valido fino a giugno 2024.

## Statistiche

### Statistiche da allenatore

#### Club
Statistiche aggiornate all'8 novembre 2021. In grassetto le competizioni vinte.
| Stagione               | Squadra                | Campionato             | Campionato | Campionato | Campionato | Campionato | Coppe nazionali | Coppe nazionali | Coppe nazionali | Coppe nazionali | Coppe nazionali | Coppe continentali | Coppe continentali | Coppe continentali | Coppe continentali | Coppe continentali | Altre coppe | Altre coppe | Altre coppe | Altre coppe | Altre coppe | Totale | Totale | Totale | Totale | % Vittorie | Piazzamento |
| Stagione               | Squadra                | Comp                   | G          | V          | N          | P          | Comp            | G               | V               | N               | P               | Comp               | G                  | V                  | N                  | P                  | Comp        | G           | V           | N           | P           | G      | V      | N      | P      | %          | Piazzamento |
| ---------------------- | ---------------------- | ---------------------- | ---------- | ---------- | ---------- | ---------- | --------------- | --------------- | --------------- | --------------- | --------------- | ------------------ | ------------------ | ------------------ | ------------------ | ------------------ | ----------- | ----------- | ----------- | ----------- | ----------- | ------ | ------ | ------ | ------ | ---------- | ----------- |
| mar.-giu. 2021         | Dinamo Zagabria        | HNL                    | 12         | 8          | 4          | 0          | CC              | 2               | 2               | 0               | 0               | UEL                | 3                  | 1                  | 0                  | 2                  | -           | -           | -           | -           | -           | 17     | 11     | 4      | 2      | 64,71      | sub, 1°     |
| lug.-dic. 2021         | Dinamo Zagabria        | HNL                    | 15         | 9          | 4          | 2          | CC              | 3               | 2               | 0               | 1               | UCL+UEL            | 8+5                | 5+2                | 2+1                | 1+2                | -           | -           | -           | -           | -           | 31     | 18     | 7      | 6      | 58,06      | dim         |
| Totale Dinamo Zagabria | Totale Dinamo Zagabria | Totale Dinamo Zagabria | 27         | 17         | 8          | 2          |                 | 5               | 4               | 0               | 1               |                    | 16                 | 8                  | 3                  | 5                  |             | -           | -           | -           | -           | 48     | 29     | 11     | 8      | 60,42      |             |
| ago. 2022-2023         | Maribor                | SNL                    | 31         | 17         | 8          | 6          | CS              | 5               | 4               | 0               | 1               | UECL               | 2                  | 0                  | 1                  | 1                  | -           | -           | -           | -           | -           | 38     | 21     | 9      | 8      | 55,26      | Sub, 3°     |
| lug.-ott. 2023         | Maribor                | SNL                    | 10         | 4          | 2          | 4          | CS              | 0               | 0               | 0               | 0               | UECL               | 6                  | 2                  | 2                  | 2                  | -           | -           | -           | -           | -           | 16     | 6      | 4      | 6      | 37,50      | Eson        |
| Totale Maribor         | Totale Maribor         | Totale Maribor         | 41         | 21         | 10         | 10         |                 | 5               | 4               | 0               | 1               |                    | 8                  | 2                  | 3                  | 3                  |             | -           | -           | -           | -           | 54     | 27     | 13     | 14     | 50,00      |             |
| ott. 2023-giu. 2024    | Celje                  | SNL                    | 25         | 16         | 5          | 4          | CS              | 1               | 0               | 1               | 0               | -                  | -                  | -                  | -                  | -                  | -           | -           | -           | -           | -           | 26     | 16     | 6      | 4      | 61,54      | Sub, 1°     |
| 2024-2025              | Celje                  | SNL                    | 0          | 0          | 0          | 0          | CS              | 0               | 0               | 0               | 0               | UCL                | 1                  | 1                  | 0                  | 0                  | -           | -           | -           | -           | -           | 1      | 1      | 0      | 0      | 100,00&    |             |
| Totale Celje           | Totale Celje           | Totale Celje           | 25         | 16         | 5          | 4          |                 | 1               | 0               | 1               | 0               |                    | 1                  | 1                  | 0                  | 0                  |             | -           | -           | -           | -           | 27     | 17     | 6      | 4      | 62,96      |             |
| Totale carriera        | Totale carriera        | Totale carriera        | 93         | 54         | 23         | 16         |                 | 11              | 8               | 1               | 2               |                    | 25                 | 11                 | 6                  | 8                  |             | -           | -           | -           | -           | 129    | 73     | 30     | 26     | 56,59      |             |

### Cronologia presenze e reti in nazionale
| Cronologia completa delle presenze e delle reti in nazionale ― Croazia | Cronologia completa delle presenze e delle reti in nazionale ― Croazia | Cronologia completa delle presenze e delle reti in nazionale ― Croazia | Cronologia completa delle presenze e delle reti in nazionale ― Croazia | Cronologia completa delle presenze e delle reti in nazionale ― Croazia | Cronologia completa delle presenze e delle reti in nazionale ― Croazia | Cronologia completa delle presenze e delle reti in nazionale ― Croazia | Cronologia completa delle presenze e delle reti in nazionale ― Croazia |
| Data                                                                   | Città                                                                  | In casa                                                                | Risultato                                                              | Ospiti                                                                 | Competizione                                                           | Reti                                                                   | Note                                                                   |
| ---------------------------------------------------------------------- | ---------------------------------------------------------------------- | ---------------------------------------------------------------------- | ---------------------------------------------------------------------- | ---------------------------------------------------------------------- | ---------------------------------------------------------------------- | ---------------------------------------------------------------------- | ---------------------------------------------------------------------- |
| 22-4-1998                                                              | Osijek                                                                 | Croazia                                                                | 4 – 1                                                                  | Polonia                                                                | Amichevole                                                             | -                                                                      | 46’                                                                    |
| Totale                                                                 |                                                                        | Presenze                                                               | 1                                                                      |                                                                        | Reti                                                                   | 0                                                                      |                                                                        |

## Palmarès

### Giocatore

#### Competizioni nazionali
- Campionato croato: 6

DinamoZagabria: 1995-1996, 1996-1997, 1997-1998, 1998-1999, 1999-2000, 2002-2003
- Coppa di Croazia: 6

Dinamo Zagabria: 1995-1996, 1996-1997, 1997-1998, 2000-2001, 2001-2002, 2003-2004
- Supercoppa di Croazia: 2

Dinamo Zagabria: 2002, 2003

### Allenatore

#### Competizioni nazionali
- Campionato croato: 1

Dinamo Zagabria: 2020-2021
- Coppa di Croazia: 1

Dinamo Zagabria: 2020-2021
- Campionato sloveno: 1

Celje: 2023-2024